# Gregory Polan
Gregory Polan, né le 2 janvier 1950 à Berwyn (Illinois), banlieue de Chicago, est un bénédictin de nationalité américaine, abbé-primat de la confédération bénédictine de 2016 à 2024.

## Biographie
Gregory Polan poursuit ses études au séminaire de l'université Loyola de Chicago et à l'American Conservatory of Music de Chicago. Il entre chez les bénédictins en 1970 et prononce ses premiers vœux à l'abbaye de Conception fondée en 1877 par des bénédictins suisses, venus de l'abbaye d'Engelberg. L'abbaye de Conception appartient à la congrégation helvéto-américaine. Il fait des études théologiques à l'université Saint John dans le Minnesota, tenue par les bénédictins, et prononce ses vœux solennels en 1974. Il est ordonné prêtre en 1977. De 1980 à 1984, il étudie à l'université Saint-Paul d'Ottawa où il obtient un doctorat en Écriture sainte.
Il est élu abbé de l'abbaye de Conception en 1996, succédant à dom Marcel Rooney (en). Il est ainsi recteur du Conception Seminary College, enseignant en même temps l'hébreu et le grec.
Le 10 septembre 2016, il est élu par 250 abbés bénédictins à la tête de la confédération bénédictine, succédant à Notker Wolf. De ce fait, il est aussi à la tête de l'athénée pontifical Saint-Anselme de Rome et de son collège.
Il s'intéresse particulièrement aux traductions de la Bible et travaille à la New American Bible et surtout au Revised Grail Psalter. De plus, il a composé la musique de plusieurs cantiques.
En 2024, Jeremias Schröder prend sa suite comme abbé-primat.

## Publications
- (en) In the Ways of Justice and Righteousness Toward Salvation : A Rhetorical Analysis of Isaiah 56-59, Saint Paul University, 1984
- (en) The Revised Grail Psalms. A Liturgical Psalter, Gia Publications, 2013
- (en) The Psalms: Songs of Faith and Praise ; The Revised Grail Psalter, Paulist Press, 2014